# Hakan Çalhanoğlu
Hakan Çalhanoğlu (Mannheim, 1994. február 8. –) Németországban született török labdarúgó, az olasz első osztályban szereplő Internazionale és a török válogatott középpályása.

## Pályafutása

### Klubcsapatokban

#### Ifjúsági csapatok
Çalhanoğlu 1994 telén török szülők gyermekeként született a németországi Mannheimben. Gyermekkora óta focizik, szülővárosa (egyik) török származású játékosokat tömörítő csapatában, a Turanspor Mannheimben kezdte pályafutását. 2001-ben, 7 évesen a város első számú együttesének, a nagy múltú Waldhof Mannheimnek került a kötelékébe. 2009-ben a Karlsruher SC utánpótlás-csapatához került, ahol is bemutatkozhatott a német ifjúsági Bundesligában. Két idényt töltött az U17-eseknél, majd 17 éves korában felkerült az U19-esekhez. A 2011-12-es A-Junioren Bundesliga őszi szezonjában mutatott remek teljesítményével felhívta magára az első csapat edzőjének figyelmét.

#### Karlsruher SC
A Bundesliga 2-ben szereplő és a kiesés elől menekülő első csapatban Çalhanoğlu 2012. február 5-én debütált és rögtön két gólpasszal járult hozzá az Erzgebirge Aue legyőzéséhez. A tavaszi szezon hátralévő részében szinte az összes mérkőzésen szerephez jutott, legtöbbször kezdőként. Ám az idény végén a Karlsruhe osztályozóra kényszerült, melyet idegenben lőtt kevesebb góllal meglepetésre elvesztett a Regensburggal szemben. (Çalhanoğlu mindkét mérkőzésen játszott.)

2012 nyarán a 18 éves tehetséget a patinás Hamburger SV igazolta le 2,5 millió euróért, majd azonnal kölcsönadta egy újabb idényre a Karlsruhénak. Érdekesség, hogy még ugyanezen a nyáron a Német kupa első fordulójában a Çalhanoğluval felálló KSC 4-2-vel küldte haza a Hamburgot. A 2012-13-as 3. Liga idény remekül sikerült Hakannak. Rögtön az első fordulóban két szabadrúgásgólt szerzett a Heidenheim ellen és ettől kezdve - 10-es mezszámához híven - igazi vezérévé vált csapatának. A Karlsruhe az idényt bajnokként zárta, így visszajutott a másodosztályba. Çalhanoğlu 17 góljával a negyedik legeredményesebb játékos lett, emellett 11 gólpasszt is adott. A Kicker osztályzatai alapján csapata legjobbja lett, összesen 8-szor szerepelt a forduló legjobb 11-ében. Emellett a dfb.de és fussball.de közös szavazása alapján megkapta a szezon legjobb játékosa (Spieler des Jahres) címet.

#### Hamburger SV
A rendkívüli rugótechnikával rendelkező, még mindig csak 19 éves Çalhanoğlu 2013 nyarán visszatért a Hamburghoz, ahol rögtön a kezdőcsapatban számoltak vele. Első Bundesliga mérkőzését 2013. augusztus 11-én, a Schalke ellen játszotta le. Első két meccsén nem tudta meggyőzni edzőjét, ám a negyedik fordulóban a Braunschweig ellen csereként beállva két gólt is szerzett, így visszaszerezve helyét a kezdő 11-ben. A roppant gyenge szezont produkáló Hamburgból Çalhanoğlu felfelé lógott ki, remek pontrúgásaiból sok fontos gól született. 2014 februárjában a Borussia Dortmund ellen a kezdőkör széléről szerzett káprázatos szabadrúgásgólját a Bundesliga hivatalos oldala a szezon legszebb góljának választotta. Mindezek ellenére a Hamburg a 16., osztályozós helyen zárta az idényt, és az osztályozón csak idegenben lőtt több góllal tudta felülmúlni a Fürth együttesét. Çalhanoğlu mindkét mérkőzést végigjátszotta, igaz ekkor már nyílt titok volt, hogy hajlik elfogadni a nemzetközi kupában is érdekelt Bayer Leverkusen átigazolási ajánlatát.

#### Bayer Leverkusen

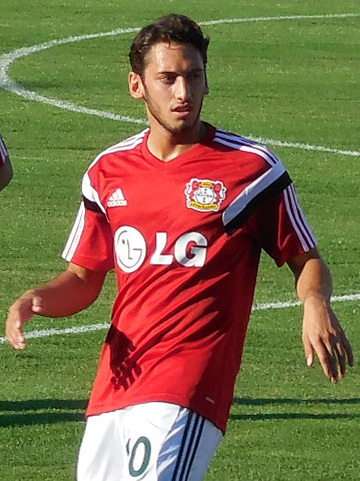
Çalhanoğlu (2014)

Egy hosszú és csúnya átigazolási huzavona után - melynek során Çalhanoğlu még betegállományba is kérette magát - 2014 júliusában Çalhanoğlu a Bayer Leverkusenbe igazolt 14,5 millió euróért cserébe. Ezzel aktuálisan ő volt a Leverkusen történetének legdrágább igazolása.

A "gyógyszergyáriaknál" már az idény kezdetétől a kezdőcsapatban számoltak vele, leggyakrabban a csatár mögött játszó támadó középpályásként szerepelt, emellett az összes pontrúgást rábízták. 2014 augusztusában az FC København ellen bemutatkozhatott a Bajnokok ligája selejtezőjében: az odavágón két gólpasszt adott, majd a visszavágón gólt is szerzett. A csoportkör összes mérkőzésén szerephez jutott, a Benfica ellen büntetőből volt eredményes. Ezzel párhuzamosan a Bundesliga őszi félszezonjának összes mérkőzésén pályára lépett, a Werder Bremen, a Schalke és a nagy rivális Köln ellen is szenzációs szabadrúgásgólt szerzett. 2014-ben mutatott teljesítménye alapján Çalhanoğlut jelölték a Golden Boy Awardra, melyet az év legjobb Európában játszó 21 éven aluli futballistája kap meg. (A díjat végül Raheem Sterling nyerte el.) Februárban az Atlético Madrid elleni BL-nyolcaddöntő első mérkőzésének egyetlen gólját ő szerezte. A tizenegyesrúgással végződő párharc során saját büntetőjét kihagyta, a Bayer végül kiesett. Áprilisban, a Bayern München elleni német kupa negyeddöntőn már sikeresen lőtte saját büntetőjét, de a csapat itt is búcsúzni kényszerült. Egy hónappal később a bajnokságban egy újabb hatalmas szabadrúgásgóllal vett elégtételt a bajorokon. Az idényt végül 8 góllal és 7 gólpasszal zárta. A 2015-16-os szezonban is végig alapember volt, a Bayert súlytó sérüléshullámok miatt azonban gyakran szélsőt, vagy középső középpályást kellett játszania. Szeptemberben a BATE Boriszov elleni BL-meccsen duplázni tudott, emellett a csoportkör hat mérkőzéséből 5-ön gólpasszt jegyzett. Lars Bender és Ömer Toprak sérülésének következtében márciusban és áprilisban több ízben karjára húzhatta a csapatkapitányi karszalagot.

#### AC Milan
2017. július 3-án Çalhanoğlu négyéves szerződést írt alá a SErie A-ban szereplő AC Milanhoz, amely húszmillió eurót, későbbi bónuszokkal együtt huszonnégy millió eurót fizetett érte. Új klubjában megkapta a 10-es mezt, amelyet a MIlánban előtte olyan játékosok viseltek, mint Gianni Rivera, Ruud Gullit, Dejan Savićević, Zvonimir Boban, Rui Costa és Clarence Seedorf.
Egy hónappal később, a román Universitatea Craiova elleni Európa-liga-selejtezőn mutatkozott be a Milanban. Szeptember 14-én, a csoportkörben, az Austria Wien elleni 5–1-es idegenbeli győzelem során megszerezte első gólját a csapatban, és ugyanezen a mérkőzésen két gólpasszt is adott csapattársainak. A Milan 5–1-re győzött. Az olasz bajnokságban augusztus 20-án debütált a Crotone ellen, első gólját pedig október 25-én szerezte a Chievo ellenében. Ő lett 2003, Emre Belözoğlu óta az első török, aki gólt szerzett a Serie A-ban. Első idényében 8 gólt szerzett 45 tétmérkőzésen, pályára lépett az Olasz Kupa döntőjében, ahol a Milan 4-0-ra kikapott a Juventustól.
2019 januárjában a Szuperkupáért ugyancsak a Juventussal mérkőzött meg együttese, de a torinói csapat ezúttal is jobban bizonyult, 1-0 arányban. Çalhanoğlu végigjátszotta a mérkőzést. A bajnokságban a MIlan az 5. helyen végzett.
2019. október 27-én, az AS Roma ellen 2-1-re elvesztett bajnokin lépett pályára 100. alkalommal a Milanban.
A 2020-2021-es szezonban az Európa-ligában szerepelt csapatával, amely a bajnokságban kiharcolta a következő évi bajnokok Ligája-szereplést, Çalhanoğlu pedig a csapat alapembereként négy gólt és tíz gólpasszt jegyzett az idény során. Lejáró szerződését nem hosszabbította meg a csapattal, így ingyen távozhatott a klubtól.

#### Internazionale
2021. június 22-én aláírt az Internazionaléhoz.

### A válogatottban
Çalhanoğlu családi háttere miatt fiatalkorától kezdve a török válogatottakban szerepelt. Tagja volt a 2013-as törökországi U20-as világbajnokságon a nyolcaddöntőig jutó török csapatnak. Mind a négy mérkőzésen kezdőként lépett pályára, az Ausztrália elleni csoportmeccsen gólt is szerzett.
Ugyan ismételten keresték a német labdarúgó szövetségtől, ám ő a végérvényesen a törököket választotta és 2013. szeptember 6-án egy Andorra elleni világbajnoki selejtezőn bemutatkozott a felnőtt válogatottban.
2014 őszén kisebb botrány robbant ki a török futballban, amikor napvilágot látott a Çalhanoğlu, Ömer Toprak (Hakan csapattársa) és válogatottbeli csapattársuk, Gökhan Töre közötti 2013 májusában történt incidens. Toprak egyik barátját és Töre volt barátnőjét érintő szerelmi ügy miatt Töre és társa rátört Toprakra és Çalhanoğlura hotelszobájukban és egy lőfegyverrel megfenyegették őket. Az incidens csak 2014 őszén került nyilvánosságra, amikor a szövetségi kapitány, Fatih Terim újra behívta a válogatottba Törét. A leverkusenes duó betegségre hivatkozva azonnal lemondta a részvételt cseh válogatott elleni mérkőzésről ezzel nyomatékosítva az összeférhetetlenséget. Terim általános megdöbbenésre Çalhanoğlu és Toprak helyett Törét választotta, és a duónak nem küldött meghívót a következő mérkőzésekre.

2015 márciusában Terim újra meghívta a válogatottba, március 31-én Luxemburg ellen megszerezte első felnőtt válogatott gólját. 2016 májusában bekerült a franciaországi Európa-bajnokságra utazó török keretbe.

### Válogatott góljai
| #  | Időpont              | Helyszín                                             | Ellenfél     | Gólok | Eredmény | Kiírás                                       |
| -- | -------------------- | ---------------------------------------------------- | ------------ | ----- | -------- | -------------------------------------------- |
| 1  | 2015. március 31.    | Stade Josy Barthel, Luxembourg, Luxemburg            | Luxemburg    | 2–1   | 2–1      | Barátságos mérkőzés                          |
| 2  | 2015. június 8.      | Recep Tayyip Erdoğan Stadium, Kasımpaşa, Törökország | Bulgária     | 1–0   | 4–0      | Barátságos mérkőzés                          |
| 3  | 2015. június 8.      | Recep Tayyip Erdoğan Stadium, Kasımpaşa, Törökország | Bulgária     | 2–0   | 4–0      | Barátságos mérkőzés                          |
| 4  | 2015. október 10.    | Generali Arena, Prága, Csehország                    | Csehország   | 2–0   | 2–0      | 2016-os labdarúgó-Európa-bajnokság selejtező |
| 5  | 2016. március 29.    | Ernst Happel Stadion, Bécs, Ausztria                 | Ausztria     | 1–1   | 2–1      | Barátságos mérkőzés                          |
| 6  | 2016. május 22.      | City of Manchester Stadium, Manchester, Anglia       | Anglia       | 1–1   | 1–2      | Barátságos mérkőzés                          |
| 7  | 2016. szeptember 5.  | Maksimir Stadion, Zágráb, Horvátország               | Horvátország | 1–1   | 1–1      | 2018-as labdarúgó-világbajnokság-selejtező   |
| 8  | 2016. október 6.     | Torku Arena, Konya, Törökország                      | Ukrajna      | 2–2   | 2–2      | 2018-as labdarúgó-világbajnokság-selejtező   |
| 9  | 2018. szeptember 10. | Friends Arena, Solna, Svédország                     | Svédország   | 1–2   | 3–2      | 2018–2019-es UEFA Nemzetek Ligája (B liga)   |
| 10 | 2019. március 22.    | Loro Boriçi Stadion, Shkodra, Albánia                | Albánia      | 2–0   | 2–0      | 2020-as labdarúgó-Európa-bajnokság selejtező |
| 11 | 2020. október 14.    | Türk Telekom Arena, Isztambul, Törökország           | Szerbia      | 1–2   | 2–2      | 2020–2021-es UEFA Nemzetek Ligája (B liga)   |
| 12 | 2021. március 24.    | Atatürk Olimpiai Stadion, Isztambul, Törökország     | Hollandia    | 3–0   | 4–2      | 2022-es labdarúgó-világbajnokság-selejtező   |

## Díjak

### Csapat
- 3. Liga bajnoki cím (Karlsruher SC, 2012-13)

### Egyéni
- A 3. Liga legjobb játékosa (Karlsruher SC, 2012-13)[7]
- Az idény legszebb gólja (Hamburger SV, 2013-14)[10]